# Danielle Darrieux
Danielle Yvonne Marie Antoinette Darrieux (ur. 1 maja 1917 w Bordeaux, zm. 17 października 2017 w Bois-le-Roi) – francuska aktorka filmowa i teatralna.

## Życiorys
Była córką medyka służącego w armii francuskiej podczas pierwszej wojny światowej, który zginął, gdy miała 7 lat. Dorastała w Paryżu; w młodości mieszkała także w pirenejskiej miejscowości Louit. W wieku 18 lat zaczęła karierę w Hollywood.
Trzykrotnie w latach 1983, 1987 i 2002 nominowana do nagrody César. W roku 2002 zdobyła nagrodę Europejskiej Akademii Filmowej w kategorii najlepsza europejska aktorka roku za film 8 kobiet oraz główna nagrodę festiwalu Berlinale – Srebrnego Niedźwiedzia wraz z całym zespołem aktorskim filmu 8 kobiet w kategorii Najlepszy zespół aktorski.
Trzy razy wychodziła za mąż.
Éric-Emmanuel Schmitt dedykował jej książkę Oskar i pani Róża.
Zmarła 17 października 2017 w wieku 100 lat.

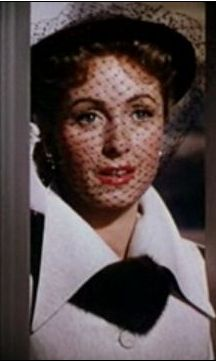
W Rich, Young and Pretty (1951)
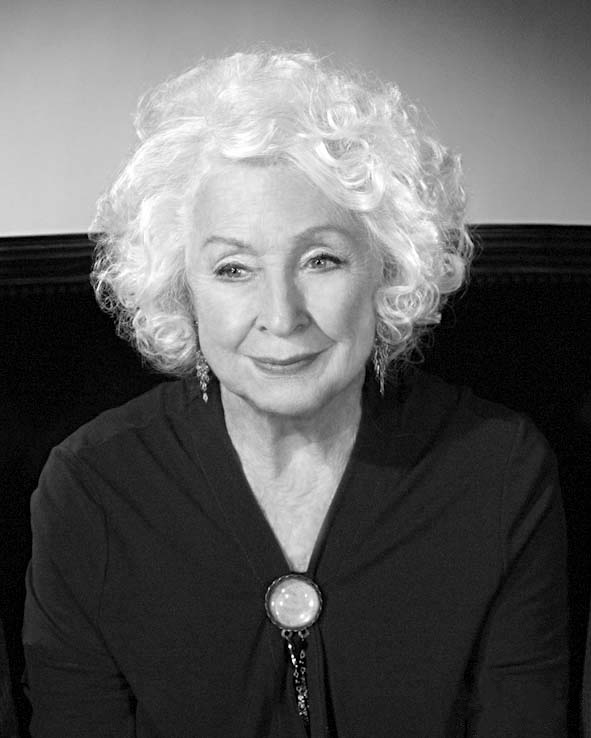
Danielle Darrieux (2008)

## Filmografia
- Le Bal (1931) jako Antoinette
- Coquecigrole (1931) jako Coquecigrole
- Le Coffret de laque (1932)
- Château de reve  (1933)
- L’Or dans la rue (1934) jako Gaby
- Mauvaise graine (1934) jako Jeannette
- La Crise est finie (1934) jako Nicole
- Dla ciebie śpiewam (Mon coeur t’appelle, 1934) jako Nicole Nadin
- Wołga w płomieniach (Volga en flammes, 1934)
- Dédé (1935) jako Denise
- Kocham wszystkie kobiety (J’aime toutes les femmes, 1935) jako Camille
- Le Contrôleur des wagons-lits (1935)
- Mademoiselle Mozart (1935) jako Denise, panna Mozart
- Mayerling (1936) jako Maria Vetsera
- Tarass Bulba (Tarass Boulba, 1936) jako Marina
- Port-Arthur (1936) jako Youki
- Un mauvais garçon (1936) jako Jacqueline Serval
- Klub kobiet (Club de femmes, 1936) jako Calire Derouve
- Zawiedzione zaufanie (Abus de confiance, 1938) jako Lydia
- Paryżanka (The Rage of Paris, 1938) jako Nicole
- Katia (1938) jako Katia Dolgorousky
- Retour a l’aube (1938) jako Anita
- Battement de coeur (1940) jako Arlette
- Premier rendez-vous (1941) jako Micheline Chevassu
- Caprices (1942) jako Lise
- La Fausse maîtresse (1942) jako Lilian Rander
- Au petit bonheur (1946) jako Martine Cari
- Au petit bonheur (1946) jako Martine Carignol
- Żegnaj kochanie (Adieu chérie, 1946) jako Chérie
- Bethsabée (1947) jako Arabella Delvert
- Ruy Blas (1948) jako królowa Maria Hiszpańska
- Jean de la Lune (1948) jako Marceline
- Occupe-toi d’Amélie  (1949)
- Romanzo d’amore (1950) jako Luisa d’Asburgo-Lorena
- Rondo (Ronde, La, 1950) jako Emma Breitkopf
- Rich, Young and Pretty (1951) jako Luisa d’Asburgo-Lorena
- Maison Bonnadieu, La (1951) jako Gabrielle Bonnadieu
- Dom pani Tellier (Plaisir, Le, 1952) jako Rosa
- Czarujące istoty (Adorables créatures, 1952) jako Christine
- Kryptonim Cicero (5 Fingers, 1952) jako Hrabina Anna Staviska
- La Vérité sur Bébé Donge (1952) jako Elisabeth 'Bebe' Donge
- Le Bon Dieu sans confession (1953) jako Janine Fréjoul
- Madame de... (1953) jako hrabina Louise de...
- Czerwone i czarne (Rouge et le noir, Le, 1954) jako Mme de Rénal
- Schody pomocnicze (Escalier de service, 1954) jako Béatrice Berthier
- Jeden krok do wieczności (Bonnes a tuer, 1954) jako Constance
- Zamek w Hiszpanii (Torero, El, 1954) jako Genevieve Dupré
- L’Affaire des poisons (1955) jako Françoise Athénaïs
- Napoleon (Napoléon, 1955) jako Eléonore Denuelle
- Kochanek lady Chatterly[3] (1955) jako Constance Chatterley
- Gdyby Paryż mi to opowiedział (Si Paris nous était conté, 1955) jako Agnes Sorel
- Le Salaire du péché (1956) jako Isabelle Lindstrom
- leksander Wielki (Alexander the Great, 1956) jako Olympias
- Tajfun nad Nagasaki (Typhon sur Nagasaki, 1957) jako Françoise Fabre
- Wszystko dla pań (Pot-Bouille, 1957) jako Caroline Hedouin
- Siódme niebo (Septième ciel, Le, 1958) jako Brigitte de Lédouville
- Noc i bezprawie (Désordre et la nuit, Le, 1958) jako Thérese Marken
- Un drôle de dimanche (1958) jako Catherine
- Życie we dwoje (Vie a deux, La, 1958) jako Monique Lebeaut
- Le Septième ciel (1958) jako Brigitte de Lédouville
- Nieznany zdrajca (Marie-Octobre, 1959) jako Marie-Helene Dumoulin (Marie-Octobre)
- Meurtre en 45 tours (1959) jako Eve Faugeres
- Les Yeux de l’amour (1959) jako Jeanne Moncatel
- Les Les Bras de la nuit (1960–1961)
- Niech żyje Henryk IV.. niech żyje miłość (Vive Henri IV... vive l’amour!, 1961)
- Małe dramaty (Petits drames, Les, 1961) jako Marie-Laure
- The Greengage Summer (1961) jako Madame Zisi
- Lwy wychodzą na wolność (Lions sont lâchés, Les, 1961) jako Marie-Laure
- Siedem grzechów głównych (Sept péchés capitaux, Les, 1962)
- Dlaczego Paryż (Pourquoi Paris?, 1962) jako Prostytutka
- Landru (1962) jako Berthe Heon
- Diabelskie sztuczki (Diable et les dix commandements, Le, 1962) jako Clarisse Ardan
- Zbrodnia nie popłaca (Crime ne paie pas, Le, 1962) jako pani Marsais
- Kłopoty z wdowami (Du grabuge chez les veuves, 1963) jako Judith
- Ostrożnie z damą (Méfiez-vous, mesdames!, 1963) jako Hedwiga
- Strzeżcie się, panie! (Méfiez-vous, mesdames!, 1963) jako Hedwige
- Patate (1964) jako Edith Rollo
- L’Or du duc, (1965) jako Marie-Gabrielle
- Le Coup de grâce (1965) jako Marie-Gabrielle
- Niedziela z życia (Dimanche de la vie, Le, 1967) jako Julia
- Panienki z Rochefort (Demoiselles de Rochefort, Les, 1967) jako Yvonne Gain
- L’Homme a la Buick (1968) jako Mme Dalayrac
- Ptaki umierają w Peru[4] (1968) jako Madame Fernande
- 24 godziny z życia kobiety (Vingt-quatre heures de la vie d’une femme, 1968) jako Alice
- Robe mauve de Valentine, La (1969) jako Valentine
- Domek na wsi (Maison de campagne, La, 1969) jako Lorette Boiselier
- Śmiertelny grzech (Peccato mortale, 1973) jako Teresa, matka Jacinto
- Peccato mortale (1973) jako Teresa, matka Jaciego
- Jardins du roi, Les (1974) jako Helene
- Boska (Divine, 1975) jako Gwiazda
- Rok święty (Année sainte, L', 1976) jako Christina
- Bonheur, impair et passe (1977) jako hrabina Deverine
- Kobieciarz (Cavaleur, Le, 1978) jako Suzanne Taylor
- Miss (1979) jako Miss
- Une puce dans la fourrure (1980) jako La logeuse
- Marie-Marie (1981) jako Marie
- Pokój w mieście (Une chambre en ville, 1982) jako Margot Langlois
- U szczytu schodów (En haut des marches, 1983) jako Françoise
- L’Âge vermeil (1984) jako Adrienne
- Mała modelka (Petite fille modele, La, 1985) jako Mamie
- Corps et biens (1986) jako Madame Krantz
- Miejsce zbrodni (Lieu du crime, Le, 1986)
- Bonjour maître (1987) jako Clarisse Cambreze
- Kilka dni ze mną (Quelques jours avec moi, 1988) jako pani Pasquier
- Czarująca Julia (Adorable Julia, 1988)
- La Misere des riches (1989) jako Ciocia
- Bille en tete (1989) jako l'Arquebuse
- Le Front dans les nuages (1989) jako Marguerite
- Królewski poranek (Jour des rois, Le, 1991)
- Babcie (Les mamies, 1992) jako Lolotte
- Vérité en face, La (1993) jako Madeleine
- Panienki miały 25 lat (Demoiselles ont eu 25 ans, Les, 1993)
- Jalna (1994) jako Adeline Whiteoak
- Un et un font six (1997) jako Ciotka Lolie
- Que reste-t-il... (2000) jako Edith
- Jutro też jest dzień (Ça ira mieux demain, 2000) jako Eva
- Emilie est partie (2001) jako Emilie
- 8 kobiet (8 femmes, 2002) jako Mamie
- Niebezpieczne związki[5] (2003) jako Madame de Rosemonde
- Tak długo czekałem (Une vie a t'attendre, 2004)
- Nouvelle chance (2006) jako Odette Saint-Gilles
- Godzina zero (L'Heure zéro, 2007) jako pani Tressilian
- Elles et moi (2008) jako Isabel Esteva
- Tort weselny (Pièce montée, 2010) jako Madeleine
- C’est toi c’est tout (2011) jako Camille
- L’occupation intime (2012) jako ona sama